# دهكرد (والانجرد)
دهکرد (بالفارسية: دهکرد) هي مستوطنة و قرية تقع في إيران في قسم والانجرد الريفي. يقدر عدد سكانها بـ 1,255 نسمة .